# 阿瓦隆 (加利福尼亚州)
阿瓦隆（英語：Avalon）是美国加利福尼亚州洛杉矶县下属的一座城市。建市于1913年6月26日，面积大约为2.94平方英里（7.6平方公里）。根据2020年美国人口普查，该市有人口3,460人。